# Texas Hold’Em
A Texas Hold’Em a közösségi pókerjátékok legnépszerűbb változata. Általában 2 és 10 közötti játékos vesz részt a játékban, habár elméletileg 22 játékos is játszhatná (23, ha nincsenek égető lapok). A legzártabb pókerjáték, a fogadások sorrendje állandó. Vitatott, hogy szerencsejáték-e, vagy sport, melyben szerepet játszik a szerencse is.
Otthon vagy rendszeresen összejáró saját társaságokban a pókerszabályok folyamatosan változnak, így a legtöbb helyen mindig van valami különbség. A játékosok ugyanis igyekeznek minél élvezetesebbé tenni a játékot, és előfordulhat az is, hogy nem jól értesültek. Itt a legáltalánosabban elterjedt, a hivatalos pókerjátékokon is alkalmazott variáció olvasható.

## A játék célja
A játékban 52 lapos francia kártyát használnak, jokerek nélkül. Minden játékos két saját zárt lapot kap, amit a többi játékos nem láthat és nem használhat. A játék során az asztalra öt közös nyílt lapot osztanak színnel fölfelé, amit minden játékos lát és felhasználhat. A játékos a saját lapjaiból és a közös lapokból igyekszik a lehető legjobb „ötlapos kombináció”-t (pókerkéz) összeállítani. Az a játékos nyeri meg a licitálások során összegyűlt értéket, akinek a legerősebb pókerkeze van.

## Alapelvek

### 52 lapos pakli
Egy pakli francia kártyának (jokerek nélkül) 4 különböző színe van, és minden szín 13 különböző értékű lapból áll, ez adja ki az 52 lapos paklit.

A 4 szín sorrendje: ♣ treff (clubs) ♦ káró (diamond) ♥ kőr (hearts) ♠ pikk (spades). Minden szín egyenlő értékűnek számít a pókerkezek értékelésénél.

A 13 lap értékének sorrendje: A (ász), 2, 3, 4, 5, 6, 7, 8, 9, 10, J (bubi), Q (dáma), K (király)

Az ász nem csak az egyes számot jelöli, hanem a király után egy ász lap, vagyis a legmagasabb lapnak minősül.

### Osztó
Az osztó kezeli a kártyákat, megkeveri és kiosztja azokat, és a szabályok szerint felügyeli és vezényli a játékot.

Egy pókerasztalnál mindig van egy osztó (Dealer) pozíció, ahol egy játékvezető az osztó, aki nem vesz részt a játékban. Az osztógomb (Dealer Button) jelzi a „játékos osztó”-t, aki az osztó lenne a játékban.
Ha nincs játékvezető, akkor a játékosok is oszthatnak, ebben az esetben is jelzi az osztógomb a játékos osztót, aki az osztó lesz és részt vesz a játékban.

A legelső játék előtt a játékvezető kisorsolja a játékos osztót úgy, hogy minden játékosnak oszt egy lapot színnel felfelé, és akinek a legnagyobb értékű (a legmagasabb értékű az ász) lapja van, az a játékos lesz a játékos osztó, egyenlő értékű lap esetén a színsorrend dönt. Ha nincs játékvezető, a játékosok bármilyen más módon is eldönthetik a játékos osztót; ezt a pozíciót mindig meg kell állapítani, mert fontos szerepe van a játékban.

### A kisvak és a nagyvak
Az osztógombtól balra lévő első játékos a kisvak (Small Blind) és a kisvaktól balra lévő első játékos pedig a nagyvak (Big Blind). Ők a vakok, azok a játékosok, akik még az osztás előtt, a saját lapok ismerete nélkül, beteszik a vaktéteket. A kisvak a kisvak-tétet, a nagyvak a nagyvak-tétet, amit kötelesek megadni. Általában a kisvak-tét a nagyvak-tét fele.

### A licitálás
Manapság a pókerben zsetonokat, „Chip”-eket használnak a licitáláshoz, ami a készpénzt helyettesíti a játék során. A licitkörben a licitálás mindig bal irányba halad, és minden „aktív játékos” (aki még nem dobta el a lapjait) licitál, és addig folytatódik, amíg az aktív játékosok az emelt tétet tovább már nem emelik, csak tartják, vagy a lapjaikat eldobják. A licitálások, az emelések száma a limitszabályoknak megfelelően történhetnek.

## A játék menete

### Osztás
Az osztó megkeveri a paklit, és ha játékos osztó, akkor felajánlja a tőle jobbra lévő játékosnak a pakli elemelését. A lapok kiosztása előtt a kisvak beteszi a kisvak-tétet, a nagyvak pedig a nagyvak-tétet. Az osztó az első lapot a kisvaknak, majd továbbhaladva bal irányba minden játékosnak két körben, körönként egy-egy zárt lapot oszt ki.
Ezután kezdődik a Pre-Flop (az első licitkör), amely eltér a játékban lévő többi licitkörtől.

### Pre-Flop (első licitkör)
Az első licitkört a nagyvaktól balra lévő első játékos kezdi meg, és három licitet tehet:
- Tartás (Call) tartja a tétet
- Emelés (Raise) emeli a tétet, a limitszabályok szerint
- Eldobás (Fold) eldobja a lapjait, színükkel lefelé, így kiesik a játékból

A licitkör bal irányba halad, és a játékosok licitálhatnak. Ha csak tartották a tétet, akkor:
- a kisvaknak minimum a kisvak-téttel meg kell emelnie a saját tétjét, vagy el kell dobnia a lapjait.
- a nagyvak tartja, így nem tesz be újabb tétet, vagy emeli a tétet, vagy eldobja a lapjait.

Ha egy játékos emeli a tétet, akkor megkezdődik a licitálás.
A licitkör végén az osztó összeszedi a téteket és a „Pot”-ba, a kasszába teszi.

### Flop (második licitkör)
Az osztó a pakli tetejéről levesz egy „Égető” lapot színnel lefelé fordítva, és a bedobott lapok, „Égetők” közé teszi (a csalások elkerülése végett). Ezután az osztó kiosztja a három lapból álló közös lapokat, a „Flop”-ot, amelyeket színnel fölfelé helyez el az asztal közepén és így minden játékos látja. Ezt követően a játék során megkezdődik a második licitkör.

#### Licitkör
A Pre-Flop licitkörtől eltérően, a flop utáni összes licitkört mindig az osztógombtól balra lévő első aktív játékos kezdheti, és három licitet tehet:
- Passzolás (Check): passzol, nem hív tétet és nem dobja el a lapjait
- Nyitás (Bet): beteszi a nyitó tétet, a limitszabályok szerint
- Eldobás (Fold): eldobja a lapjait, színükkel lefelé, így kiesik a játékból

Ha egy játékos beteszi a nyitó tétet, a tőle balra lévő első aktív játékos három licitet tehet:
- Tartás (Call): tartja a tétet
- Emelés (Raise): emeli a tétet, a limitszabályok szerint
- Eldobás (Fold): eldobja a lapjait, színükkel lefelé, így kiesik a játékból

Ha egy játékos emeli a tétet, akkor megkezdődik a licitálás.
Egy licitkör végén az osztó összeszedi a téteket és a Potba teszi.

### Turn (harmadik licitkör)
Az osztó leoszt egy égető lapot az égetők közé és egy „Turn” kártyát a közös lapok közé. Így már négy közös lapot látnak a játékosok. Ezt követően a harmadik licitkör kezdődik.

### River (negyedik licitkör)
Az osztó az égetők közé leoszt még egy lapot, és leosztja a közös lapok közé az utolsó, ötödik, úgynevezett „River” kártyát. Most már mindenkinek hét lapja van és ezek közül ötöt kell felhasználni ahhoz, hogy kialakítson egy pókerkezet, ami valószínűleg erősebb, mint a többi játékosé. Ekkor az utolsó, negyedik licitkör kezdődik, és mikor befejeződött, az osztó megkéri az aktív játékosokat, hogy fedjék fel a lapjaikat.

### Showdown (mutatás)
Amennyiben az utolsó licitkör befejezése után egynél több játékos marad játékban, úgy az utolsó emelő mutatja meg elsőnek a lapjait. Ha az utolsó körben senki sem licitált, úgy az osztógombtól balra lévő első aktív játékos mutatja meg elsőnek a lapjait. Akinek a bemutatott pókerkéznél rosszabb pókerkeze van, az nem köteles bemutatni (Muck). A potot a legerősebb pókerkezet birtokló játékos nyeri el.
Abban az esetben, ha kettő vagy több játékos egyforma pókerkezet mutat fel, akkor a pot egyenlő arányban szétosztásra kerül. Ha a pot értéke egyenlő arányban nem osztható el, akkor az osztógombtól balra lévő első aktív játékost illeti meg a többlet. A játékosoknak mindig be kell mondaniuk és mutatniuk az általuk elért legerősebb pókerkezet, ellenkező esetben semmilyen követelésre nem tarthatnak igényt a közös potot illetően.
Ha a licitálások során bármikor előfordul, hogy egy tétet vagy emelést senki sem tart, akkor az utoljára emelő játékos automatikusan nyer, függetlenül attól, hogy milyen lapjai vannak, és nem köteles a saját lapjait megmutatni.
A következő osztás előtt az osztógombot mindig eggyel balra kell tenni, így minden játékban más a játékos osztó, és mások adják a vakokat is.

## All-in és a potok
A licitálás során előfordulhat, hogy valakinek kevesebb a zsetonja, és ezért nem tudja tartani a teljes tétet, vagy emelést; ekkor all-int jelent be. Ha kettőnél több aktív játékos maradt, akkor a saját lapjaikat nem fordítják színükkel felfelé, és a potot több részre osztják:
- Main pot: ide kerül a tétek azon része, amit minden játékos tudott tartani
- Side pot: ide kerül a tétek azon része, amit nem minden játékos tudott tartani

A kevés zsetonértékű játékos a további emelésekben már nem vehet részt, minden további zseton a side potba kerül. A végén minden potot külön-külön lehet megnyerni, és csak azoknak a játékosoknak a lapjai számítanak, akik az adott potba zsetont tettek.
Példa:

Van három játékos és 10 zseton a hívás, de az egyiknek már csak 6 zsetonja van. Ilyenkor a main potba 18 (3×6) kerül, míg a side potba 8 (2×4). A side pot a két játékos között fog eldőlni, míg a main potra mind a hárman pályázhatnak.
Ha egy játékos bejelenti az All-int és azt egy vagy több játékos tartja, és ha további emelés a leosztásban már nem lehetséges, akkor az aktív játékosok a saját lapjaikat színükkel felfelé fordítják.

## A pókerkezek értékelése
A Texas Hold’Em pókerben a pókerkéz, egy olyan ötlapos kombináció, amit a játékos a két saját lapjából és az asztalon lévő öt közös lapból (összesen hét lapból) állít össze. A játékos a saját lapokból akár egyet sem, vagy bármelyiket felhasználhatja. A lapok színei egyenlő értékűek, azonos kombináció esetén a kísérő lap dönti el, hogy melyik játékos nyeri a játékot. A kísérő (Kicker) az a lap, amelyik nem tartozik a kombinációhoz, csak kiegészíti, „kíséri” az ötlapos kombinációt. Ha minden lap azonos, akkor a potot egymás között szétosztják.

## Limitszabályok
Kaszinókban, pókertermekben általában a Fix limit, No Limit, és a Pot limit szabályok szerint játszanak.

### Fix limit
Az emelés értékét a nagyvak-tét határozza meg. Nem lehet a nyitó tétnél kisebb tétet emelni. Mindig a nyitó tét értékével kell emelni a tétet, és maximum négyszer egymás után lehet.
Például „1/2 fix limit”-es játékban (ahol a nagyvak-tét 1) a tétek és az emelések a következők lesznek:
| licitkörök | nyitó tét | emelés | ráemelés | végső emelés |
| ---------- | --------- | ------ | -------- | ------------ |
| Pre-Flop   | 1         | 2      | 3        | 4            |
| Flop       | 1         | 2      | 3        | 4            |
| Turn       | 2         | 4      | 6        | 8            |
| River      | 2         | 4      | 6        | 8            |

### Spread limit
A minimális tét a nagyvak-tét. A maximális tét értéke korlátozva van. Az emelt tétnek el kell érnie minimum a nyitó vagy emelt tét értékét, és nem lehet több a maximális tét értékénél. Az emelések száma korlátlan. Például, a tét nem lehet 2 zsetonnál kisebb vagy 6 zsetonnál nagyobb. Az első játékos 2 zsetonal nyit, a második játékos 6 zsetonnal emel, akkor a többi játékos csak a maximális tétel 6 zsetonnal emelheti tovább a tétet.

### No limit
A nyitó tét értéke nem lehet kevesebb a nagyvak-tétnél. Az emelt tétnek el kell érnie minimum a nyitó vagy emelt tét értékét. A maximális tét értéke a játékosnak az asztalon lévő maximális zsetonmennyiség értékéig terjedhet (All-in). Az emelések száma nincs korlátozva. Például, ha az első játékos 10 zsetonnal nyit, akkor a második játékosnak minimum 10 zsetonnal kell emelnie a tétet, így a teljes tét összege 20 zseton lesz.

### Pot limit
A Pot limites játék egy No limites játék azzal a kivétellel, hogy a maximális tét értéke a pot értékéig terjedhet. A pot értékébe beletartozik az aktuális leosztáshoz tartozó összes nyitás és emelés összege. Például, az asztal közepén található Potban 100 van. A következő licitkörben az első játékos 20-szal nyit, és a következő két játékos tartja a 20-at. A negyedik játékos tarthatja a 20-as tétet, és maximum 180-nal emelhet. Ez az érték a potban lévő 100-ból, az első 20-as nyitásból, a további két 20-as tartásából, és a játékos saját 20-as tartásából jön ki, és ezek összege adja ki a 180-as emelést.

## Játékváltozatok
A Texas Hold’Em pókernek két játékváltozata van: a készpénzes játék és a torna.

### Készpénzes játék
A készpénzes játékok a nagyvak/kisvak tétek mértéke alapján jelölik. Például a 0,50/1 jelölés azt jelenti, hogy azon az asztalon a kisvak-tét fél Amerikai dollár, a nagyvak-tét pedig 1 dollár. (Általában a pókerjátékok legelterjedtebb pénzneme az USA-dollár.) A készpénzes asztalhoz való leülésnél meg van szabva a minimálisan és a maximálisan bevihető zsetonok mennyisége. Általában a minimális beugró a nagyvak-tét 20-szorosa, a maximális zsetonmennyiség pedig a 100-szorosa. (Természetesen ha maximális zsetonmennyiséggel ülünk be egy asztalhoz és megnöveljük zsetonjaink mennyiségét, akkor az előttünk levő zsetonok összege meghaladhatja a maximális beugró értékét, azonban új zsetont csak abban az esetben vehetünk, ha azzal együtt összes zsetonmennyiségünk nem éri el a maximális beugró értékét.) Az asztalok másik elterjedt jelölése a maximális beugró mértéke: például a 0,50/1-dolláros asztal másik jelölése 100-dolláros asztal.
A készpénzes játékokban kisebb a szerencsefaktor a tornákhoz képest, mivel a vakok sosem emelkednek. Leülünk egy asztalhoz, s addig játszunk, amíg kedvünk tartja.

### Torna
A játékosok nem készpénzben, hanem virtuális zsetonokban játszanak. Minden tornának van részvételi díja, beugrója (buy-in), amely ellenében a játékos meghatározott számú zsetont kap. A tornára befizetett beugrók összegéből alakul ki az adott torna nyereményalapja, melyből bizonyos százalék (5-20) a tornaszervező jutaléka. A beugrók mértéke nagy változatosságot mutat: 10 centtől egészen 10 ezer dollárig terjed.
Minden tornán a tornaszabályzat állapítja meg, hogy mely helyezések mennyi -készpénz-díjazást jelentenek. Jellemzően a játékosok 10-30%-a részesül díjazásban, általában az első helyen végzett játékos kapja a nyereményalap 15-30%-át.
A torna fő jellemzője a készpénzes játékokkal ellentétben, hogy a vaktétek bizonyos időközönként emelkednek.
Változatai:
- SNG (sit and go). Előre meghatározott számú (legelterjedtebb a 10-fős, de van 2, 6, 20, 30, 40, 50 fős is) játékos részére van kiírva az adott torna. Amint ez a létszám összegyűlik, a torna azonnal indul.
- MTT (multi table tournament). A torna időpontja van meghatározva, melyre korlátlan számban (esetenként van egy maximális résztvevői szám meghatározva) lehet jelentkezni. Két alváltozata van:
  - Freezeout. A torna kezdetén kapott virtuális zsetonszámmal kell gazdálkodni. Amint ez elfogy, a játékos kiesik a versenyből.
  - Rebuy. A játék első órájában a kezdeti zsetonmennyiség alá történő süllyedés esetén, a játékos a beugró újbóli megfizetésével újra megvásárolhatja a kezdőzseton-mennyiséget (rebuy), ezt korlátlanul megteheti, majd pedig az első óra után újra kezdőzseton-mennyiséget vehet egy alkalommal (add-on).

Mind a SNG, mind a MTT játékban létezik egy speciális altípus, a szatellit, amelyben a nyertes nem készpénzes díjat kap, hanem ingyenes részvételi lehetőséget egy másik tornán. Szatellitláncok is léteznek, azaz az 1. szatelliten a nyeremény egy második – magasabb nevezési díjú – szatellitre való bejutás, amelyen egy harmadik, még magasabb nevezési díjú versenyre juthatunk be. Nagyon nagy versenyek esetében akár ötszintű szatellit is lehetséges.
Minden játéktípusban létezik gyakorlójáték, amikor ingyen játszhatunk virtuális zsetonokkal, s a nyertes nem kap készpénzes díjat.
A legrangosabb póker-verseny az 1969 óta megrendezett WSOP-verseny (World Series of Poker), mely de facto a póker világbajnokságának minősül. Második legrangosabb verseny a World Poker Tour versenysorozat. Mindkét versenyen több tucatnyi kategóriában zajlik a verseny, a texas hold'em mellett más pókerjátékok is (omaha, draw, horse, stud, stb.), minden játéktípusban több változat és különböző részvételi díjak. A 2007-es WSOP versenyen például 55 versenykategória volt.

## Stratégia
A követendő stratégiát négy alapvető fontosságú adat határozza meg:
- (Csak tornák esetében.) Milyen játékon veszünk részt, milyen a vak- és díjstruktúra. Jellemzően minél gyorsabb a vakszintek emelkedése, annál agresszívebb játékot kell játszani, mivel ellenkező esetben egyszerűen valódi játék nélkül lassan elfogy a zsetonunk. A díjazottak száma az összes tornarésztvevőhöz képest szintén fontos tényező: minél kisebb százalék kap díjat, annál agresszívebb a játék.
- (Csak tornák esetében.) Mennyi a zsetonunk száma a többi játékoshoz képest és az éppen aktuális vakszinthez képest.
- Asztalon elfoglalt pozíciónk. Az először licitáló pozíciókat korai pozícióknak, az utoljára licitálókat pedig késői pozícióknak nevezzük. Köztük van a középső pozíció. A nagyvak és a kisvak a preflop licitnél késői, későbbi licitkörökben pedig korai pozíciónak számítható. Jellemző, hogy minél előrébb van (korai) egy játékos pozíciója, annál jobb lapokkal kell rendelkeznie ahhoz, hogy sikeresen részt vehessen az adott leosztásban.
- S végül a legfontosabb szempont: a nekünk kiosztott két lap erőssége.